# Coscinodon patersonii
Coscinodon patersonii är en bladmossart som beskrevs av John Fergusson 1877. Coscinodon patersonii ingår i släktet Coscinodon och familjen Grimmiaceae. Inga underarter finns listade i Catalogue of Life.